# Hammer (canção)
"Hammer" é uma canção da cantora e compositora neozelandesa Lorde, lançada em 20 de junho de 2025 através das gravadoras Universal Music New Zealand e Republic Records  como o terceiro single e último que precede o lançamento de seu quarto álbum de estúdio, Virgin. Foi escrita e produzida por Lorde com colaboração de Buddy Ross e Jim-E Stack, sendo o último seu parceiro de produção em todas as faixas do álbum. O videoclipe oficial da música foi lançado no mesmo dia no canal oficial da artista no YouTube.

## Composição e temática
“Hammer” apresenta uma sonoridade pop com elementos de sintetizadores e bateria programada. A canção é marcada por uma produção minimalista, com arranjos eletrônicos que remetem à música alternativa urbana. A letra aborda temas como liberdade sexual, identidade de gênero e um senso de desapego em relação ao controle sobre a vida. O verso “Some days I’m a woman, some days I’m a man” reflete a exploração de gênero que influenciou grande parte do álbum Virgin. Embora Lorde não tenha confirmado, alguns críticos interpretaram a faixa como um reflexo das emoções e transições comuns ao final da década dos 20 anos. Em reportagem da Rolling Stone, “Hammer” foi descrita como um “hino de idade”, simbolizando a libertação emocional e o amadurecimento pessoal da artista.
Em seu site oficial, Lorde menciona que a canção foi escolhida para ser a abertura de seu álbum por ter sido a primeira faixa a ser enviada para mixagem e por ser considerada a faixa de seu renascimento. Confira abaixo o texto na íntegra: 

Produzida por mim e Jim-E Stack
Com produção adicional de Buddy Ross
Com assistência de Koby Berman, Jack Manning e Ian Gold
Mixada por Spike Stent
Masterizada por Chris Gehringer

Joias mágicas. Nove luas. Larry, o homem dos pombos. Flertando com o cara da MNZ. Ovulação. Sol fresco de primavera. Imensa gratidão por estar viva. Trançando com a linguagem. O sintetizador granular do Buddy. Logic aberto no avião. Grande descoberta em Londres. Primeira música enviada para mixagem. Sempre a faixa 1. O som do meu renascimento.

## Recepção da crítica
“Hammer” recebeu avaliações positivas da crítica especializada. A Rolling Stone destacou a canção como uma das faixas mais ousadas e representativas da nova fase de Lorde, elogiando sua abordagem crua e direta. Críticos também notaram o contraste entre a atmosfera emocionalmente controlada de Melodrama (2017) e a espontaneidade sonora de Virgin.

## Alinhamento de faixas
1. "Hammer" – 3:13
2. "What Was That" – 3:29
3. "Man of the Year" – 3:00

## Créditos
Créditos adaptados do Apple Music. 
- Lorde – Vocais, Produtora
- Jim-E Stack – Teclados, Programação de Bateria, Sintetizador, Produtor, Engenheiro
- Buddy Ross – Sintetizador, Teclados, Piano
- Ian Gold – Engenheiro
- Mark “Spike” Stent – Engenheiro de Mixagem
- Koby Berman – Engenheiro Adicional
- Jack Manning – Engenheiro Adicional
- Chris Gehringer – Engenheiro de Masterização
- Will Quinnell – Engenheiro de Masterização

## Histórico de lançamento
| Região  | Data                | Formato                    | Versão   | Gravadora                     | Ref.  |
| ------- | ------------------- | -------------------------- | -------- | ----------------------------- | ----- |
| Mundial | 20 de junho de 2025 | Download digital Streaming | Original | Universal New Zealand Limited | [ 5 ] |